# La Neomudéjar
El Museo Centro de Artes de Vanguardia La Neomudéjar es un centro de artes de vanguardia, experimentación y creación ubicado en Madrid, España. En La Neomudéjar se da cabida a disciplinas artísticas como el arte urbano, videoarte, performance, parkour, arte sonoro y el arte de los nuevos medios (new media art). Cuenta con un programa de residencias internacional. El centro se ubica en unos antiguos talleres ferroviarios de Atocha.

## Descripción
La Neomudéjar como centro de arte de vanguardia y experimentación artística abrió sus puertas en julio de 2013, con la vocación de acercarse e incorporar nuevas propuestas creativas, donde la innovación tecnológica ha sido considerada fundamental para la creación de vanguardias y resisdencia artística, proporcionando un espacio compartido de experimentación y arte emergente.
La idea de este innovador proyecto partió de Néstor Prieto y Francisco Brives, artistas y gestores culturales en Art House Madrid, habiendo desarrollado una programación que reúne exposiciones, talleres, residencias, un archivo de vídeo y un programa internacional de intercambios artísticos, siendo además la sede oficial del festival de videoarte IVAHM. 
El Museo edita y publica los catálogos de las exposiciones realizadas y un periódico gratuito de tirada bimensual. 

## Edificio

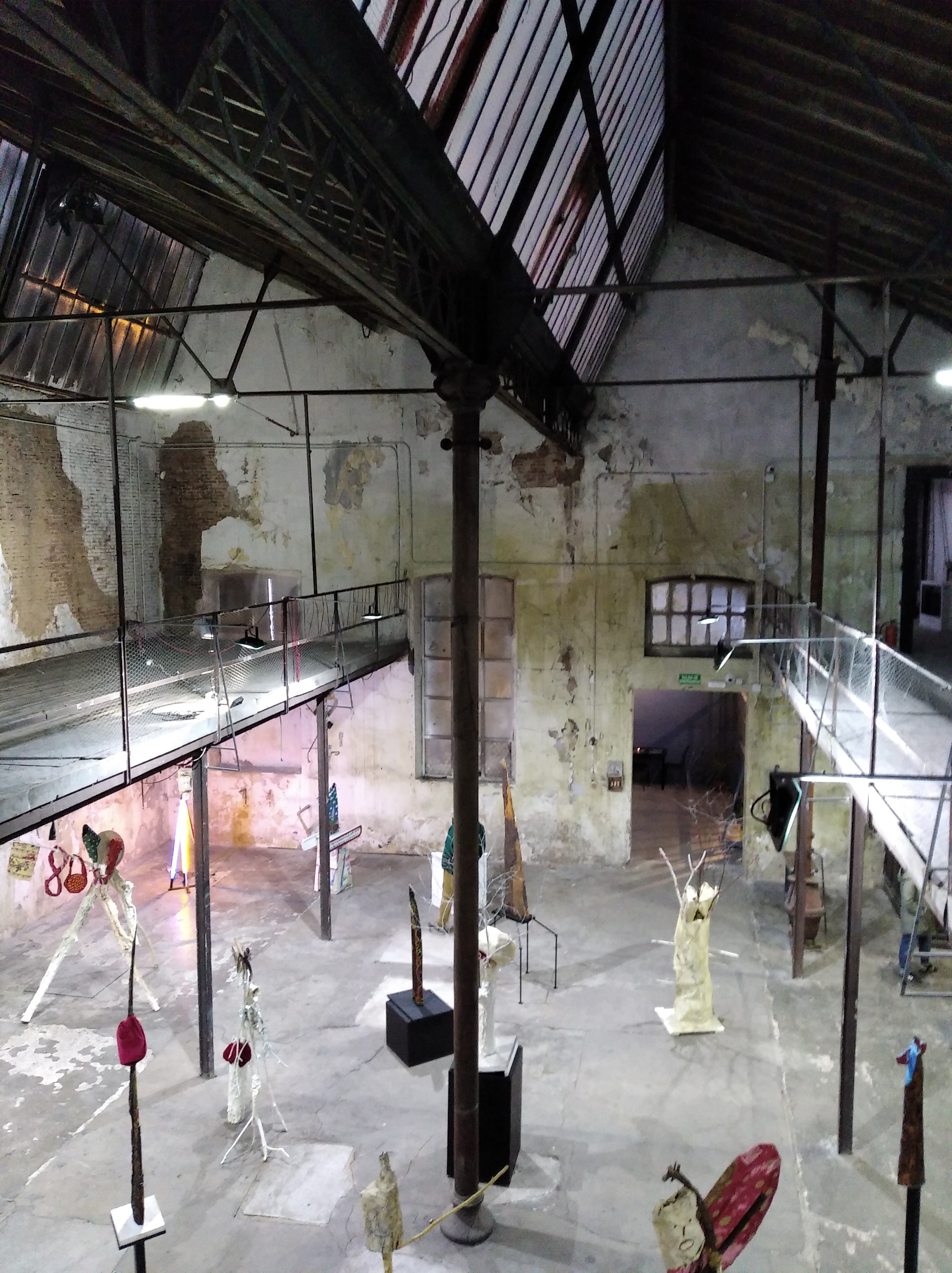
Espacio expositivo en La Neomudéjar

El Centro La Neomudéjar ha recuperado un espacio representativo de la arquitectura industrial del Madrid del siglo xix — un edificio de estilo neomudéjar, donde se ubicaban los antiguos talleres del ferrocarril Madrid-Zaragoza y Alicante (perteneciente a la MZA), donde se impartía formación a los ferroviarios. Una de sus naves, además, albergaba el motor que proporcionaban energía a la Estación del Mediodía (estación de Atocha), el cual se conserva de forma intacta, además de gran material ferroviario.

## Orientación museística
La filosofía del museo se centra en la interrelación y colaboración con el barrio en el que se ubica —Atocha—, en el distrito de Retiro. Se posiciona a favor de un arte comprometido con la sociedad, con valores sociales y denuncia explícita al poder. Se propone abrir puertas a la realidad social del entorno y proporcionar visibilidad a los colectivos socialmente más vulnerables.[cita requerida]
Ha ejercido la función de mediación cultural, que ha llevado al desarrollo de proyectos conjuntos con programas de reinserción social de la Cruz Roja, el Atrio de los Gentiles, el colegio Virgen de Atocha, Centro Seco, EFTI, Colectivos Feministas A.V, Distribuidora Peligrosidad Social, Maribolleras Precarias, Queer Reading, y otros.[cita requerida]
La Neomudéjar desarrolla una programación de exposiciones, festivales de videoarte, talleres, cine, coloquios e instalaciones artísticas, además de participar en exposiciones y festivales internacionales. 
Además del centro de vanguardias, algunos de sus espacios funcionan como centro de interpretación del ferrocarril, conservando de forma intacta el motor que enviaba energía a la estación de Atocha, además de semáforos, señales, herramientas, relojes, etc. Los espacios apenas han sido alterados, conservando las estructuras metálicas, celosías, techumbre en dientes de sierra, carpinterías, mobiliario, etc. El centro cuenta además con una librería especializada y una cafetería interior y terraza. 

### Residencias artísticas

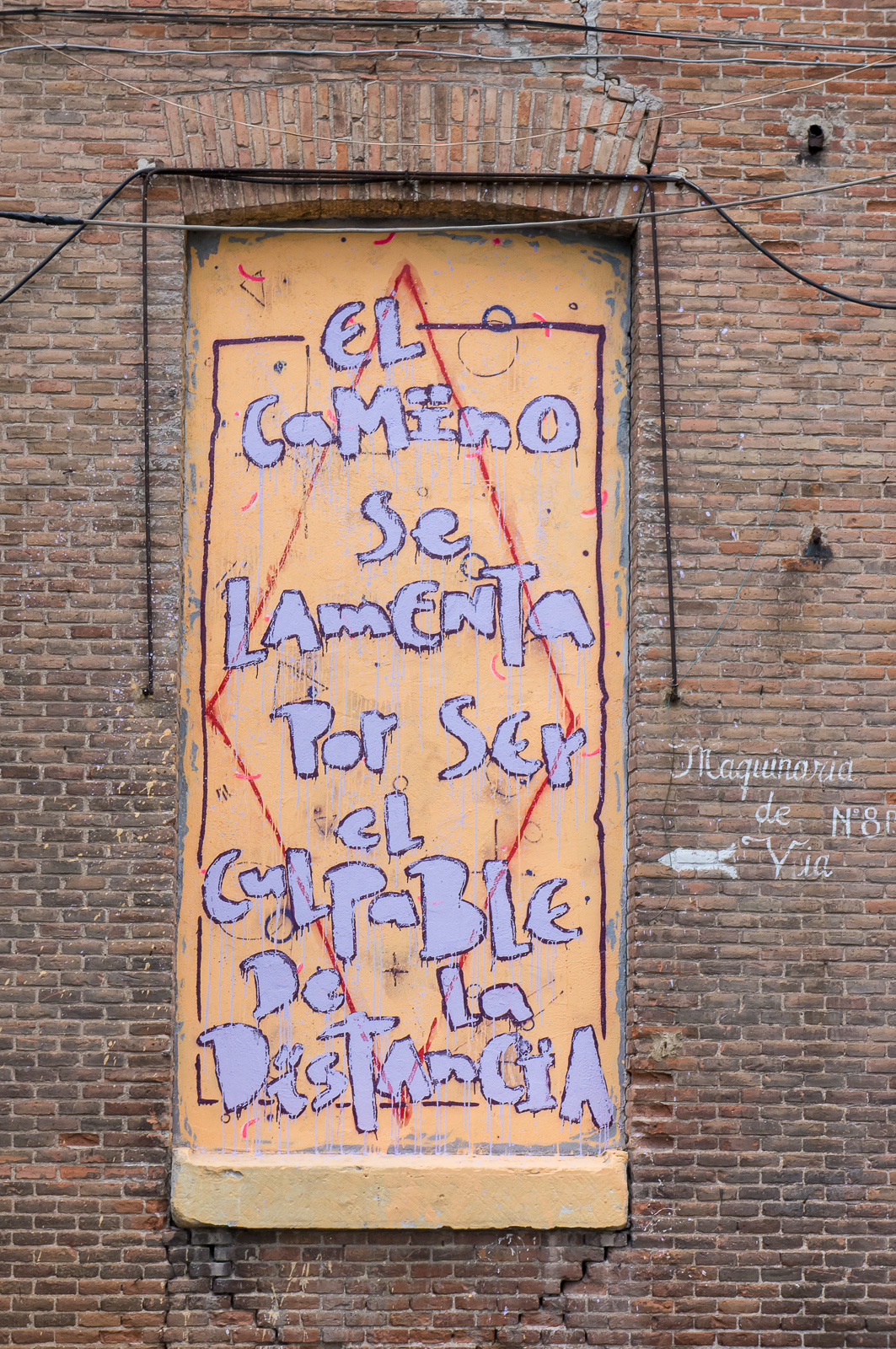
Detalle de La Neomudéjar

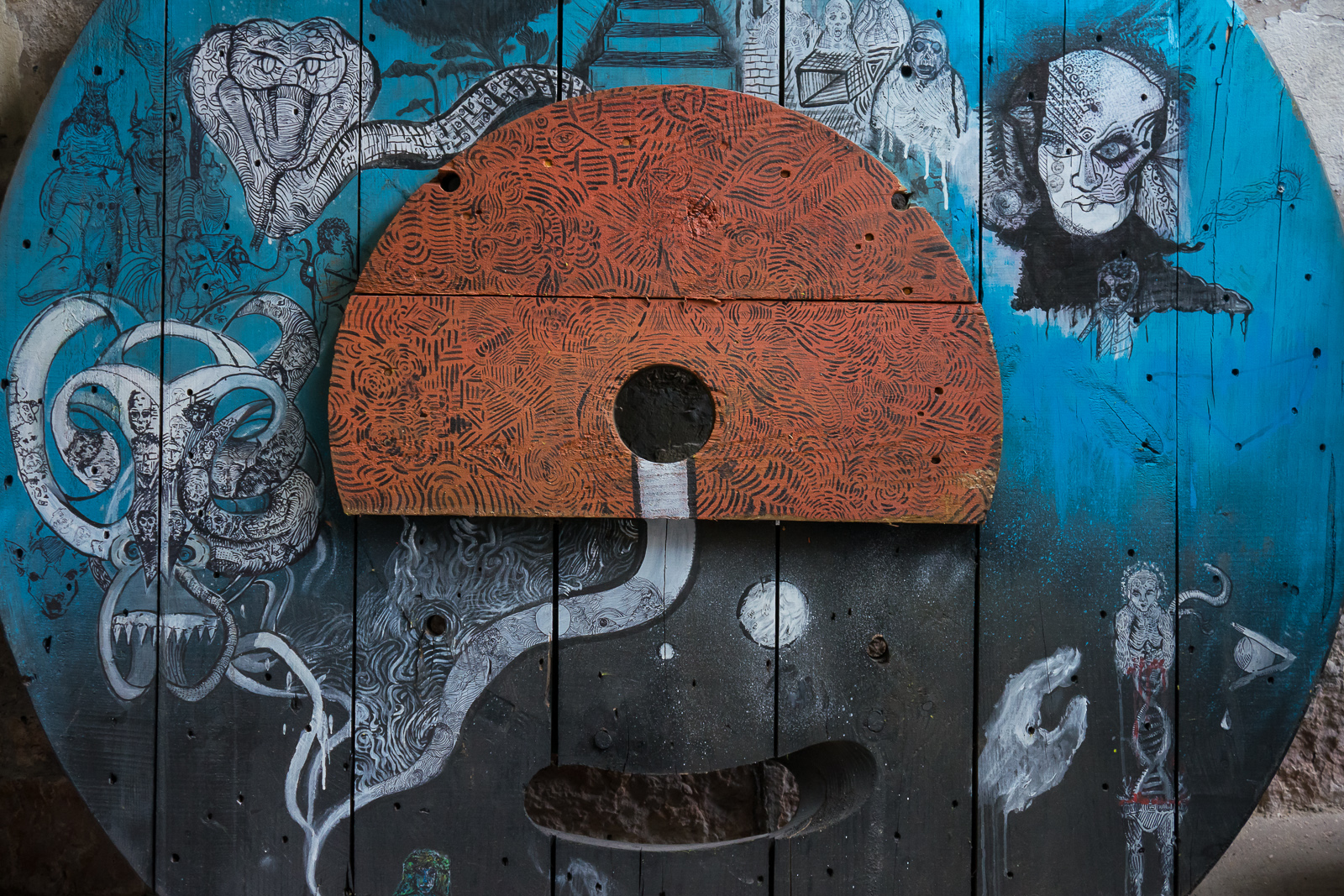
Detalle de la decoración

La Neomudéjar acoge a varios colectivos dentro de su paraguas de residencia, Videoartistas Asociados, Colectivos de Parkour, Arte Urbano, Música de experimentación, Travesías de Luz, o la Orquesta en el Tejado. A los artistas se les proporciona un espacio y unos materiales para realizar su proyecto. Cuenta con tres modelos de residencia:  
- En el propio Museo La Neomudéjar, para desarrollar un proyecto específico que tenga como resultado la muestra en el propio Museo.
- Taller propio de manera permanente en el nuevo espacio en Madrid, Zapadores Ciudad del Arte en el barrio de Fuencarral.[5]
- Residencias artísticas temporales con vivienda en el entorno rural de Cañada del Hoyo (Cuenca), se trata del nuevo proyecto de La Neomudéjar en el entorno rural.[6]

Han participado de la residencia artistas como, Laguna, Armenteros, Ara Malikian, Alberto Carvaja, Umbra y Emma Ferguson.

### Vocación internacional
La relación de la Neomudéjar con otros museos ha tenido un carácter internacional, ha llevado sus exposicones y proyectos de gestión cultural a Museos como The Shchusev State Museum of Architecture (Moscú), Laboratorio Arte Alameda (México), Foro Iberoamericano de Cultura (Buenos Aires), Mercociudades (Buenos Aires), MUU (Finlandia),  Universidad de las Américas Puebla (UDLAP) (México) así como Festivales como Cinetoro (Colombia), Now&After (Moscú), ADDIS Videoart (Etiopía), NEMAF (Corea del Sur), etc…

## Disciplinas artísticas

### New Media Arts
Los new media art, como explica la artista Marisa González exponente del net art en España, «describe un proceso en el que las tecnologías existentes y las nuevas y emergentes son usadas por artistas para crear obras que exploran modos de expresión artística, desde el arte conceptual al virtual, a través de la performance o la instalación y que integran los nuevos medios tanto en cómo se concibe y crea la obra (o un componente de la obra) como en el modo en que se presenta al público»

### Arte Urbano
Arte Urbano, arte callejero, nacido en la década de los 90, ha estado la mayoría de las veces vinculado a los movimientos sociales que denuncian los problemas con los que se encuentran las personas más vulnerables. En La Neomudéjar se experimenta y se trabaja con plantillas y sprays, propios del arte callejero, han pasado y expuesto creadores como Ze Carrión y Doctor Homes, que ocupando las paredes del  edificio de Renfe han clamado contra la injusticia, la desigualdad y el hambre. Intervenciones de Pasquini, SAN, Laguna, Ting tong chang, Por favor o Jimena no dejan indiferente.

### Videoarte
En la Neomudéjar se celebra desde el año 2012 el Festival IVAHM, Festival Internacional de Video donde, no solo se presentan obras sino también proyectos de intercambio artístico entre los diferentes países participante.

## La colección
La Neomudéjar se ha puesto como objetivo crear una colección propia que mantuviera la filosofía y la vocación vanguardista del museo. La colección se ha ido formando por la donación,  transmisión gratuita intervivos, es decir, por la voluntad del titular del mismo que lo cede en vida a favor de la institución.
La colección de la Neomudéjar se compone de más de 155.000 obras procedentes de donaciones y legados.
Algunos de los artistas de los que tiene obra el museo son, Antonio Alvarado, Marc Janus, Domingo Sarrey, Ze Carrión, Ana Dévora, Laguna, Por Favor, Julia Juaniz, Óskar María Ramos, Luisa Álvarez, Raúl Armenteros, David Nieto, Óscar Valero, Adrina Fly y Eva Luke, entre otros muchos. También a los artistas extranjeros como Guy Denning, Mahé Boissel, Jaqueline Bonacic-Doric, Mónica Tiffemberg, Sergey Buslenko, Ludivine Allegue, Joana Kirby, Mauro Valenti, etc
Cuenta también con el depósito de 150.000 negativos cedidos por familiares del artista José María Lara, que abarca una época histórica de España desde 1936 hasta 1994.
La Neomudéjar cuenta con archivo del Centro de Investigación y documentación del Videoarte CIDV, que permite a investigadores, artistas, curadores y público en general acercarse a las producciones de vídeo. El archivo cuenta con una parte física donde poder consultar los fondos, con una herramienta online de consulta  y con un archivo móvil a disposición de Universidades, Centros de Arte, Museos, Asociaciones, Fundaciones, etc…

## Archivos
La Neomudéjar cuenta con los siguientes archivos: 
- El Centro de Investigación y documentación del Videoarte CIDV
- Los archivos Transfeminista/kuir
- El Centro de Reinterpretación ferroviaria del MZA
- Los archivos de las exposiciones y actividades realizadas desde sus comienzos en el año 2013.